# Relations entre l'Albanie et l'Azerbaïdjan
Les relations entre l'Albanie et l'Azerbaïdjan (en albanais : Marrëdhëniet Shqiptaro-Azerbaixhane ; en azerbaïdjanais : Albaniya-Azərbaycan münasibətləri) sont les relations bilatérales de l'Albanie et de l'Azerbaïdjan. L’Albanie a l’intention d’ouvrir une ambassade à Bakou et l’Azerbaïdjan a accrédité son ambassadeur à Athènes avec le poste supplémentaire d’ambassadeur en Albanie.
Les deux nations sont majoritairement musulmanes et font partie de l'Organisation de la coopération islamique et du Conseil de l'Europe. Les relations entre les deux pays ont été établies le 23 septembre 1992 après l'indépendance de l'Azerbaïdjan de l'Union soviétique.

## Relations
L'Albanie et l'Azerbaïdjan ont développé des liens économiques et culturels. L'Albanie soutient l'intégrité territoriale de l'Azerbaïdjan et la fin de l'occupation des territoires azerbaïdjanais par les États voisins.